# Journal of Ecology and Environment
Journal of Ecology and Environment – międzynarodowe recenzowane czasopismo naukowe, publikujące w dziedzinie ekologii i nauk o środowisku.
Czasopismo to wydawane jest przez Ecological Society of Korea we współpracy z Korean Limnological Society i Korean Society of Environmental Biology oraz jest lansowane przez East Asian Federation of Ecological Societies (EAFES). Publikowane są w nim oryginalne prace badawcze, przeglądy, raporty i komentarze. Tematyką obejmuje wszelkie dziedziny ekologii i biologii terenowej, w tym ich aspekty teoretyczne
Impact factor pisma w 2014 roku wyniósł 0,218.